# Uniformismo

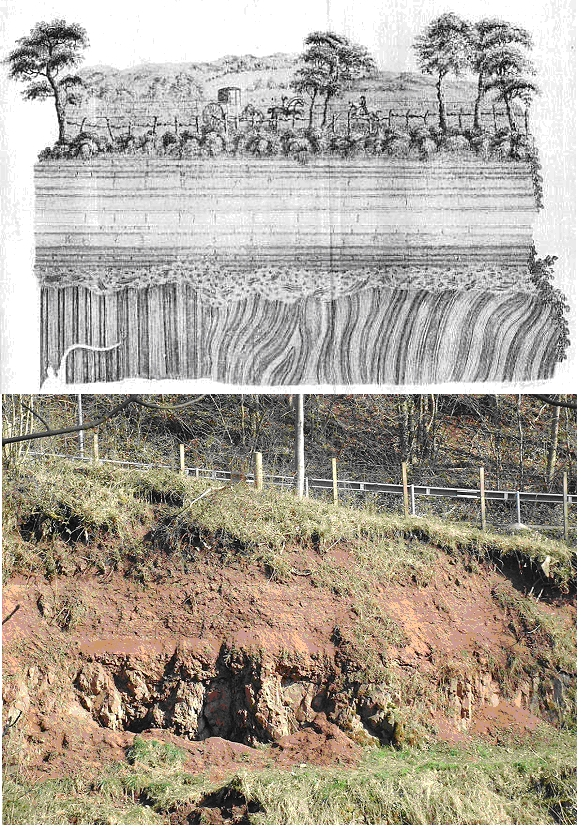
Discordancia de Hutton en Jedburgh.
Arriba: ilustración de John Clerk de Eldin (1787).
Abajo: fotografía de 2003.

En filosofía de la ciencia, el uniformismo, también conocido como la doctrina de la Uniformidad, es la suposición de que las mismas leyes y procesos naturales que operan en las observaciones científicas actuales siempre han operado en el universo en el pasado y se aplican en todo el universo. Se refiere a la invariancia en los principios metafísicos que sustentan la ciencia, como la constancia de causa y efecto a lo largo del espacio-tiempo, pero también se ha utilizado para describir la invariancia espaciotemporal de las leyes físicas. Aunque un postulado no comprobable que no puede verificarse utilizando el método científico, el uniformismo ha sido un primer principio clave de prácticamente todos los campos de la ciencia.
En geología, el uniformismo ha incluido el concepto gradualista de que «el presente es la clave del pasado» y que los eventos geológicos se producen al mismo ritmo que siempre lo han hecho, aunque muchos geólogos modernos ya no sostienen un gradualismo estricto. Acuñado por William Whewell, fue propuesto originalmente en contraste con el catastrofismo por los naturalistas británicos a finales del siglo XVIII, comenzando con el trabajo del geólogo James Hutton en sus numerosos libros, entre ellos Theory of the Earth [Teoría de la Tierra]. El trabajo de Hutton fue refinado más tarde por el científico John Playfair y popularizado por el geólogo Charles Lyell, Principles of Geology en 1830. Hoy en día, se considera que la historia de la Tierra fue un proceso lento y gradual, puntuado por ocasionales eventos naturales catastróficos.

## Historia

### SigloXVIII

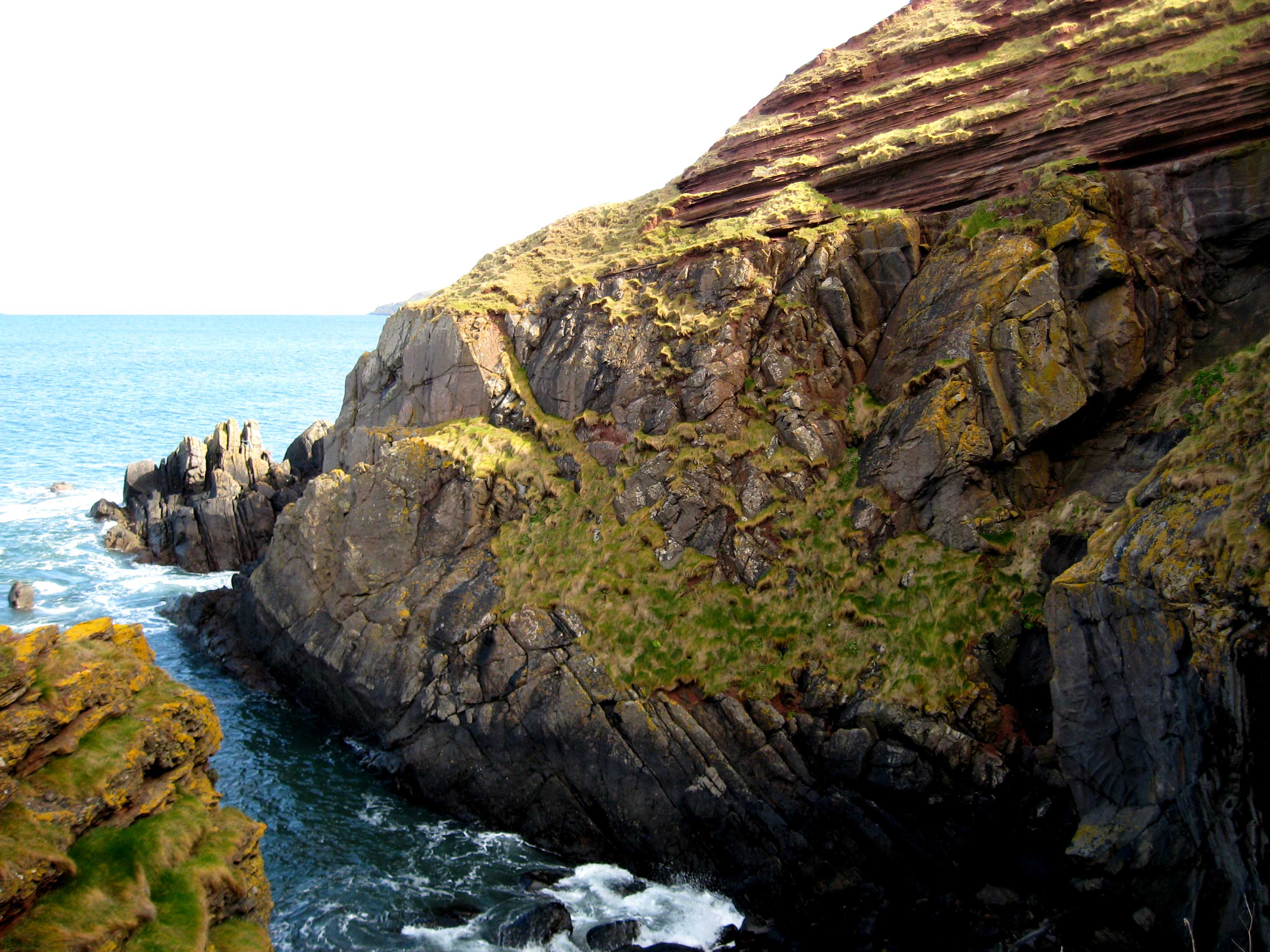
Acantilado en el este de Siccar Point en Berwickshire, que muestra las capas de arenisca roja casi horizontales sobre grauvacas inclinadas verticalmente.

Las concepciones anteriores[¿cuál?] probablemente tuvieron poca influencia en las explicaciones geológicas sobre la formación de la Tierra que aparecieron en Europa en el siglo XVIII. Abraham Gottlob Werner (1749-1817) propuso el neptunismo, donde los estratos representaban depósitos precipitados a partir de mares en retracción sobre rocas primordiales, como el granito. En 1785, James Hutton propuso un ciclo infinito opuesto y autosuficiente basado en la historia natural y no en el relato bíblico.

Las partes sólidas de la tierra actual parecen, en general, haber estado compuestas de las producciones del mar y de otros materiales similares a los que ahora se encuentran en las orillas. Por eso encontramos razón para concluir:

1.º, que la tierra en la que descansamos no es simple y original, sino que es una composición, y se formó por la operación de segundas causas.
2.º, que antes de que se hiciera la tierra actual, había subsistido un mundo compuesto de mar y tierra, en el que se encontraban las mareas y las corrientes, con tales operaciones en el fondo del mar como ahora tienen lugar. Y,
Finalmente, que mientras la tierra actual se estaba formando en el fondo del océano, la tierra anterior mantenía plantas y animales; al menos el mar estaba entonces habitado por animales, de una manera similar a la actual.
Por lo tanto, nos lleva a la conclusión de que la mayor parte de nuestra tierra, si no la totalidad, fue producida por operaciones naturales en este planeta; pero que para hacer de esta tierra un cuerpo permanente, resistiendo las operaciones de las aguas, se habían requerido dos cosas;
1.º, la consolidación de masas formadas por colecciones de materiales sueltos o incoherentes;
2.º, la elevación de esas masas consolidadas desde el fondo del mar, el lugar donde se recolectaron, hasta los lugares en los que ahora permanecen por encima del nivel del océano.

Luego Hutton buscó evidencias para respaldar su idea de que debía haber habido ciclos repetidos, cada uno de los cuales implicaba una deposición en el fondo marino, una elevación con inclinación y erosión, y luego un movimiento submarino de nuevo para que se depositasen más capas. En Glen Tilt, en las montañas de Cairngorm, encontró esquistos metamórficos penetrando en el granito, de una manera que le indicaban que la presunta roca primordial se había fundido después de que se hubieran formado los estratos. Había leído acerca de las discordancias angulares interpretadas por los neptunistas, y encontró una discordancia en Jedburgh donde las capas de greywacke en lo niveles inferiores de la cara del acantilado habían sido inclinadas casi verticalmente antes de erosionarse para formar un plano nivelado, que ahora estaba bajo unas capas horizontales de Old Red Sandstone (vieja arenisca roja). En la primavera de 1788 hizo un viaje en bote a lo largo de la costa de Berwickshire con John Playfair y el geólogo sir James Hall, y encontró una discordancia radical que mostraba la misma secuencia en Siccar Point. Más tarde, Playfair recordó que «la mente parecía volverse vertiginosa al mirar tan lejos en el abismo del tiempo», y Hutton concluyó un artículo en 1788 que presentó en la Royal Society of Edinburgh, que luego se reescribió como un libro, con la frase «no encontramos ningún vestigio de un principio, ninguna perspectiva de un final».
Tanto Playfair como Hall escribieron sus propios libros sobre la teoría, y durante décadas, continuó un sólido debate entre los partidarios de Hutton y los neptunistas. Los trabajos paleontológicos de Georges Cuvier en la década de 1790, que establecieron la realidad de la extinción, se explica por catástrofes locales, después de lo cual otras especies fijas repoblaron las áreas afectadas. En Gran Bretaña, los geólogos adaptaron esta idea a la teoría diluviana que proponía la aniquilación y la creación repetidas de nuevas especies fijas adaptadas a un entorno cambiado, identificando inicialmente la catástrofe más reciente como el diluvio bíblico.

### SigloXIX

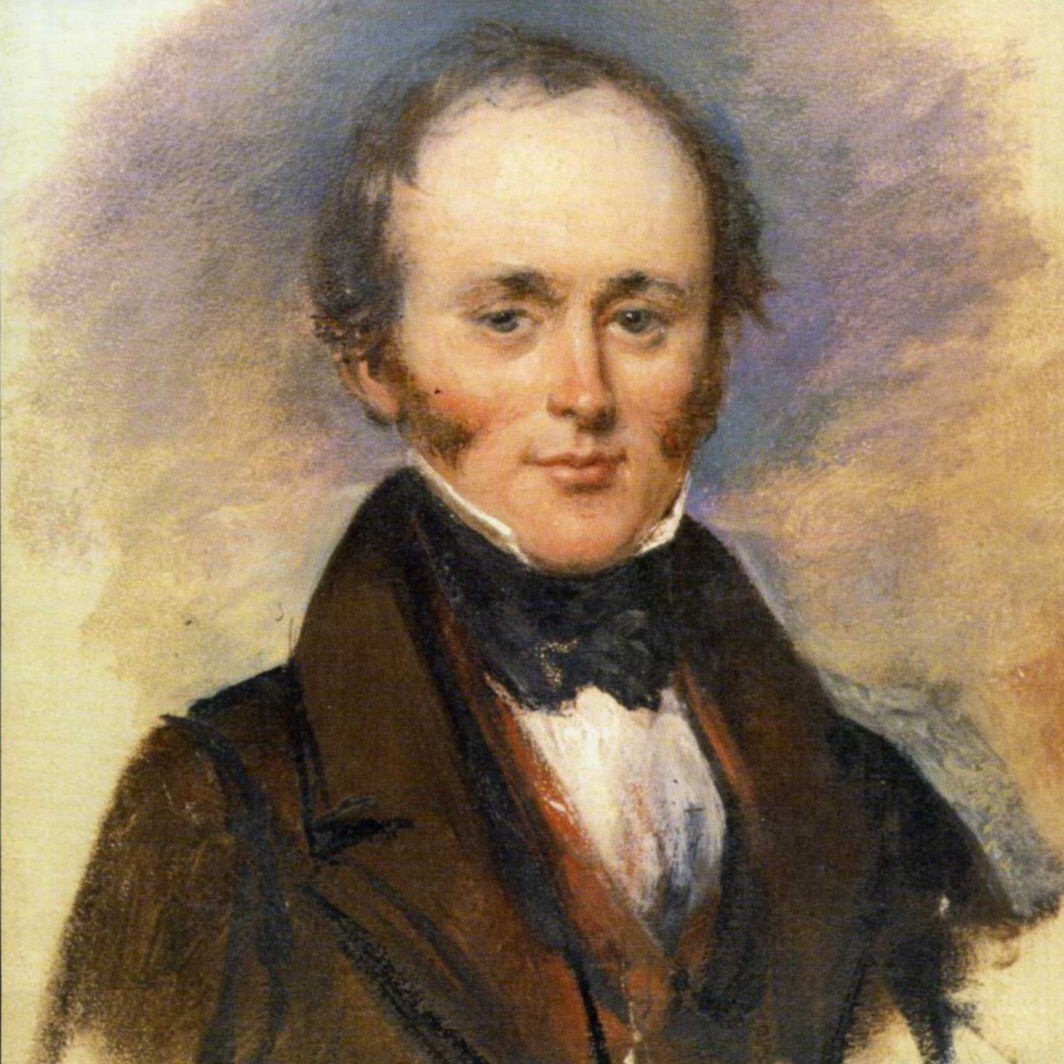
Charles Lyell en la reunión de la British Associationen Glasgow en 1840.

Desde 1830 hasta 1833, se publicaron en varios volúmenes los Principles of Geology de Charles Lyell. El subtítulo de la obra era «An attempt to explain the former changes of the Earth's surface by reference to causes now in operation» [Un intento de explicar los antiguos cambios de la superficie de la Tierra en referencia a las causas que ahora están operando]. Obtuvo sus explicaciones a partir de sus estudios de campo realizados directamente antes de comenzar a trabajar en el texto fundacional de la geología y desarrolló la idea de Hutton de que la Tierra fue enteramente formada por fuerzas de movimiento lento que todavía operaban en la actualidad, actuando durante un período muy largo de tiempo. William Whewell acuñó los términos «uniformismo» (uniformitarianism) para esta idea y «catastrofismo» para el punto de vista opuesto en una reseña del libro de Lyell. La obra Principios de geología fue el trabajo geológico más influyente a mediados del siglo XIX.

#### Sistemas de historia de la tierra inorgánica
Los geocientíficos apoyan diversos sistemas de la historia de la Tierra, cuya naturaleza se basa en una cierta mezcla de puntos de vista sobre el proceso, el control, la velocidad y el estado que se prefieren. Debido a que los geólogos y los geomorfólogos tienden a adoptar puntos de vista opuestos sobre el proceso, la tasa y el estado en el mundo inorgánico, existen ocho sistemas diferentes de creencias en el desarrollo de la esfera terrestre. Todos los geocientíficos defienden el principio de uniformidad de la ley. La mayoría, pero no todos, están dirigidos por el principio de simplicidad. Todos hacen afirmaciones definitivas sobre la calidad de la tasa y el estado en el reino inorgánico.
| Suposición metodológica concerniente al tipo de proceso     | Reclamo sustantivo concerniente al estado | Reclamo sustantivo respecto a la tasa | Sistema de Historia de la Tierra inorgánica | Promotores                                                                                           |
| ----------------------------------------------------------- | ----------------------------------------- | ------------------------------------- | ------------------------------------------- | --- |
| Mismo tipo de procesos que existen hoy Actualismo           | Estado estable No direccional             | Tasa constante Gradualismo            | Actualismo No direccional Gradualismo       | Mayoría de Hutton, Playfair, Lyell                                                                   |
|                                                             |                                           | Tasa de cambio Catastrofismo          | Actualismo No direccional Catastrofismo     | Hall                                                                                                 |
|                                                             | Tasa de cambio Directionalism             | Tasa constante Gradualismo            | Actualismo Direccional Gradualismo          | Pequeña parte de Hutton, Cotta, Darwin                                                               |
|                                                             |                                           | Tasa de cambio Catastrofismo          | Actualismo Directional Catastrofismo        | Hooke, Steno, Lehmann, Pallas, de Saussure, Werner y geognosistas, Elis de Beaumont y sus seguidores |
| Diferentes clases de procesos que existen hoy No actualista | Estado estable No direccional             | Tasa constante Gradualismo            | No actualista No direccional Gradualismo    | Carpenter                                                                                            |
|                                                             |                                           | Tasa de cambio Catastrofismo          | No actualista No direccional Catastrofismo  | Bonnet, Cuvier                                                                                       |
|                                                             | Tasa de cambio Directionalism             | Tasa constante Gradualismo            | No actualista direccional Gradualismo       | De Mallet, Buffon                                                                                    |
|                                                             |                                           | Tasa de cambio Catastrofismo          | No actualista Direccional Catastrofismo     | Cosmogonistas de la restauración, diluvialistas ingleses, geólogos de las escrituras                 |

#### El uniformismo de Lyell
Según Reijer Hooykaas (1963), el uniformismo de Lyell es una familia de cuatro proposiciones relacionadas, no una sola idea:
- Uniformidad de ley: las leyes de la naturaleza son constantes en el tiempo y en el espacio.
- Uniformidad de metodología: las hipótesis adecuadas para explicar el pasado geológico son aquellas que tienen analogía hoy en día.
- Uniformidad de clase: las causas pasadas y presentes son todas del mismo tipo, tienen la misma energía y producen los mismos efectos.
- Uniformidad de grado: las circunstancias geológicas han permanecido igual en el tiempo.

Ninguna de estas connotaciones requiere de las otras, y no todas son igualmente inferidas por los uniformitaristas.
Gould explicó las proposiciones de Lyell en Time's Arrow, Time's Cycle (1987), afirmando que Lyell combinó dos tipos diferentes de proposiciones: un par de supuestos metodológicos con un par de hipótesis sustantivas. Los cuatro juntos forman el uniformismo de Lyell.

##### Supuestos metodológicos
La mayoría de los científicos y geólogos aceptan que los dos supuestos metodológicos que siguen a continuación son ciertos. Gould afirma que estas proposiciones filosóficas deben ser asumidas antes de que se pueda continuar como un científico haciendo ciencia. «No se puede ir a un afloramiento rocoso y observar la constancia de las leyes de la naturaleza o el funcionamiento de procesos desconocidos. Funciona al revés». Primero asumes estas proposiciones y «luego vas al afloramiento».
- Uniformidad de la ley en el tiempo y el espacio: las leyes naturales son constantes en el espacio y el tiempo.

El axioma de uniformidad de la ley es necesario para que los científicos puedan extrapolar (mediante inferencia inductiva) en el pasado inobservable. La constancia de las leyes naturales debe ser asumida en el estudio del pasado; de lo contrario no se puede estudiar de manera significativa.
- Uniformidad del proceso en el tiempo y el espacio: los procesos naturales son constantes en el tiempo y el espacio.

Aunque es similar a la uniformidad de la ley, esta segunda suposición a priori, compartida por la gran mayoría de los científicos, trata de causas geológicas, no de leyes físico-químicas. El pasado debe explicarse por procesos que actúan actualmente en el tiempo y en el espacio en lugar de inventar procesos extra esotéricos o desconocidos sin una buena razón, también conocido como parsimonia o navaja de Occam.

##### Hipótesis sustantivas
Las hipótesis sustantivas fueron controvertidas y, en algunos casos, aceptadas por pocos. Estas hipótesis se juzgan verdaderas o falsas en términos empíricos a través de la observación científica y repetidos datos experimentales. Esto contrasta con los dos supuestos filosóficos anteriores que vienen antes de que uno pueda hacer ciencia y, por lo tanto, no pueden ser probados o falseados por la ciencia.
- Uniformidad de la tasa en el tiempo y el espacio: el cambio suele ser lento, constante y gradual.

Uniformidad de tasa (o gradualismo) es lo que la mayoría de las personas (incluidos los geólogos) piensan cuando escuchan la palabra "uniformitarismo", lo que confunde esta hipótesis con toda la definición. En 1990, Lemon, en su libro de texto de estratigrafía, afirmó que «la visión uniformitaria de la historia de la Tierra sostenía que todos los procesos geológicos se producen de manera continua y a un ritmo muy lento».
Gould explicó la opinión de Hutton sobre la uniformidad de la tasa; las cadenas montañosas o los grandes cañones se construyen mediante la acumulación de cambios casi insensibles que se acumulan a lo largo del tiempo. Algunos eventos importantes, como inundaciones, terremotos y erupciones, ocurren. Pero esas catástrofes son estrictamente locales. No ocurrieron en el pasado, ni ocurrirán en el futuro, con una frecuencia o extensión mayor de la que muestran actualmente. En particular, toda la tierra nunca se convulsiona a la vez.
-  Uniformidad de estado en el tiempo y el espacio: el cambio se distribuye uniformemente en el espacio y el tiempo.

La uniformidad de la hipótesis del estado implica que a lo largo de la historia de nuestra tierra no hay progreso en ninguna dirección inexorable. El planeta casi siempre se ha visto y se ha comportado como lo hace ahora. El cambio es continuo, pero no conduce a ninguna parte. La tierra está en equilibrio: un estado estacionario dinámico.

### SigloXX
El primer artículo científico de Stephen Jay Gould, Is uniformitarianism necessary? [¿Es necesario el uniformismo?] (1965), redujo estos cuatro supuestos a dos. Desechó el primer principio, que afirmaba la invariancia espacial y temporal de las leyes naturales, ya que ya no era un tema de debate. Rechazó la tercera (uniformidad de la tasa) como una limitación injustificada en la investigación científica, ya que restringe las tasas y condiciones geológicas pasadas a las del presente. Por lo tanto, el uniformitarismo lyelliano era innecesario.
El uniformismo se propuso en contraste con el catastrofismo, que establece que el pasado distante «consistió en épocas de acción paroxística y catastrófica interpuestas entre períodos de tranquilidad comparativa». Especialmente a finales del siglo XIX y principios del siglo XX, la mayoría de los geólogos tomaron esta interpretación como que los eventos catastróficos no son importantes en el tiempo geológico. Un ejemplo de esto fue el debate sobre la formación de los Channeled Scablands debido a la catastrófica inundación glacial de Missoula. Un resultado importante de este y otros debates fue la re-clarificación de que, mientras los mismos principios operan en el tiempo geológico, los eventos catastróficos que son infrecuentes en las escalas temporales humanas pueden tener consecuencias importantes en la historia geológica. Derek Ager ha señalado que «los geólogos no niegan el uniformismo en su sentido estricto, es decir, de interpretar el pasado por medio de los procesos que se observan en la actualidad, siempre que recordemos que la catástrofe periódica es uno de esos procesos. Esas catástrofes periódicas hacen que se muestre más en el registro estratigráfico de lo que hemos asumido hasta ahora». Incluso Charles Lyell pensó que los procesos geológicos ordinarios harían que las cataratas del Niágara se moverían río arriba hacia el lago Erie en un lapso de 10 000 años, lo que provocaría una inundación catastrófica en gran parte de América del Norte.
Los geólogos modernos no aplican el uniformismo de la misma manera que Lyell. Se preguntan si las tasas de los procesos fueron uniformes en el tiempo y solo se aceptarán los valores medidos durante la historia de la geología. El presente puede no ser una llave lo suficientemente largo para penetrar en la cerradura profunda del pasado. Los procesos geológicos pueden haber estado activos a diferentes ritmos en el pasado que los humanos no han observado. «Por fuerza de popularidad, la uniformidad de la tasa ha persistido hasta nuestros días. Durante más de un siglo, la retórica de Lyell que combina el axioma con las hipótesis ha descendido sin modificaciones. Muchos geólogos han sido sofocados por la creencia de que la metodología adecuada incluye un compromiso a priori con el cambio gradual, y por una preferencia por explicar los fenómenos a gran escala como la concatenación de innumerables pequeños cambios».
El consenso actual es que la historia de la Tierra es un proceso lento y gradual interrumpido por eventos catastróficos naturales ocasionales que han afectado a la Tierra y sus habitantes. En la práctica, se reduce de la combinación, o mezcla, de Lyell a simplemente los dos supuestos filosóficos. Esto también se conoce como el principio del actualismo geológico, que establece que todas las acciones geológicas pasadas fueron como todas las acciones geológicas presentes. El principio del actualismo es la piedra angular de la paleoecología.[cita requerida]